# Lycium andersonii
Espèce
Lycium andersonii est une espèce de la famille des Solanaceae.
Ses noms communs incluent water-jacket, redberry desert-thorn, Anderson thornbush, Anderson's desert thorn, Anderson boxthorn, Anderson lycium, Anderson wolfberry, and squawberry.

## Description
Lycium andersonii est un arbuste qui atteint une hauteur maximale d'environ 2,7 m. Elle pousse à partir d'un grand système racinaire fibreux qui peut s'étendre sur plus de 9 m à partir de la base de la plante. L'arbuste est de forme arrondie avec de nombreuses branches couvertes de fines épines pouvant atteindre 2 cm de long. Les feuilles plates sont épaisses et charnues, mesurant jusqu'à 1,7 cm de long. Elles tombent de la plante en cas de sécheresse. Les fleurs ont des corolles en forme d'entonnoir, blanches ou teintées de pourpre, mesurant jusqu'à un centimètre de long. Le fruit est une baie rouge ou orange de moins d'un centimètre de long.

## Répartition et habitat

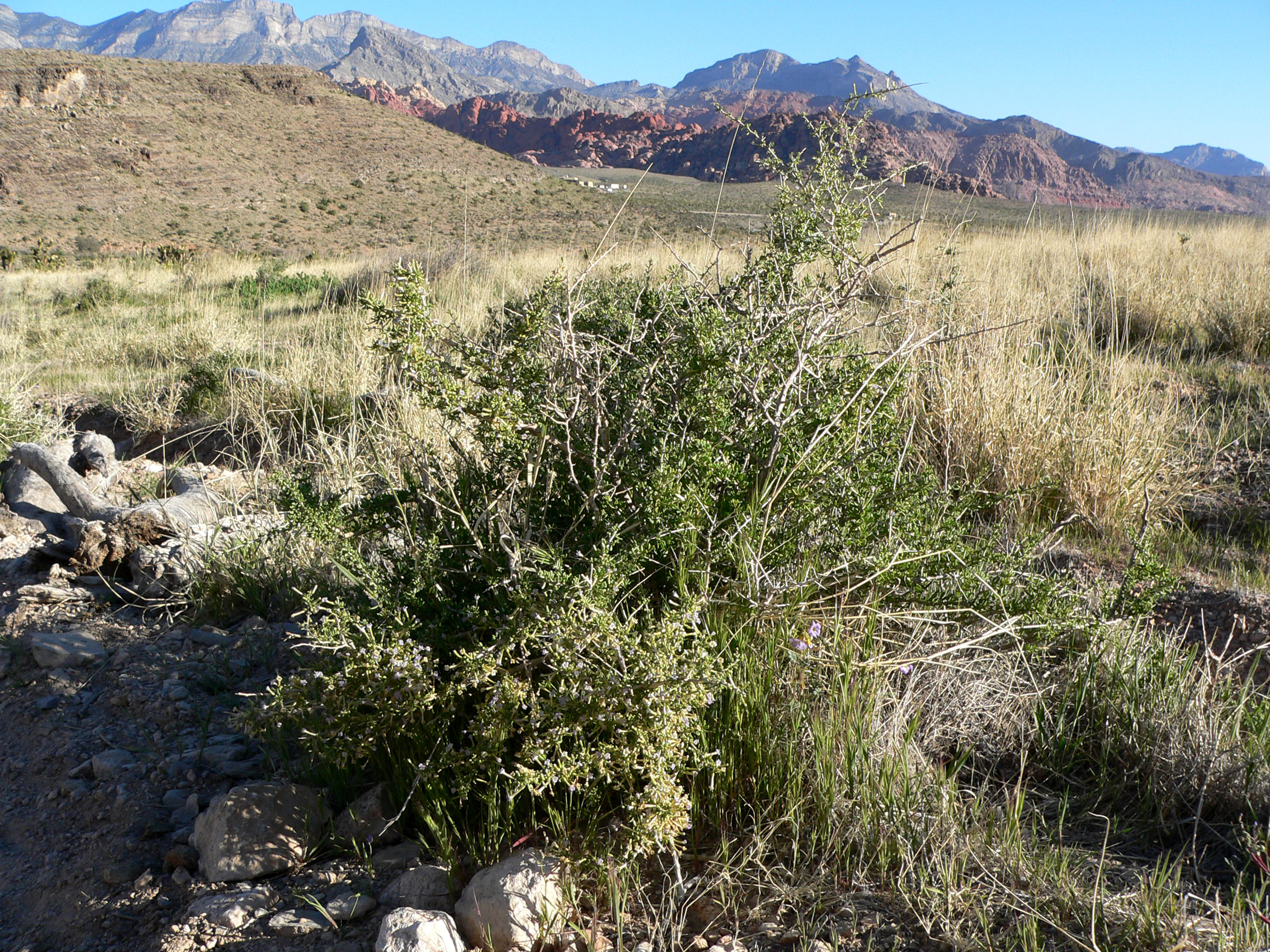

L'espèce est originaire du sud-ouest des États-Unis et du nord-ouest du Mexique, où elle est présente au Nouveau-Mexique, en Arizona, en Californie, au Nevada, en Utah, en Basse-Californie, à Sinaloa et à Sonora. Elle pousse dans de nombreux types d'habitats et de communautés végétales y compris la forêt de pinyon-juniper, la brousse à créosote, la brousse à armoise, le chaparral, et la brousse de sauge côtière.
Cette plante pousse dans les sols sablonneux et graveleux, sur les pentes et les mesas. Elle tolère une certaine salinité du sol et des sols alcalins tels que la caliche. Elle tolère une certaine salinité du sol et des sols alcalins tels que la caliche. Elle prospère dans les climats chauds et secs. Elle est rarement dominante dans la flore locale. Les espèces associées le plus communes sont le creosote bush (Larrea tridentata), Parkinsonia microphylla, Ambrosia dumosa, l'arbre à fumée (Psorothamnus spinosus), l'éphédra du Nevada (Ephedra nevadensis), (Grayia spinosa), Lycium pallidum, Coleogyne ramosissima, Hymenoclea monogyra, et l'arbre de Josué (Yucca brevifolia).

## Dénomination
Elle a été nommée en l'honneur de Charles Lewis Anderson par Asa Gray.

## Liste des variétés
Selon GBIF (13 août 2024) :
- Lycium andersonii var. andersonii
- Lycium andersonii var. deserticola (C.L.Hitchc. ex Munz) Jeps.

## Systématique
Le nom correct complet (avec auteur) de ce taxon est Lycium andersonii A.Gray.
Lycium andersonii a pour synonymes :
- Lycium andersonii var. pubescens S.Watson
- Lycium berlandieri var. andersonii A.Terracc.